# Innsbrucker Küchenschelle
Die Innsbrucker Küchenschelle (Pulsatilla oenipontana) ist eine taxonomisch umstrittene Pflanzenart aus der Familie der Hahnenfußgewächse (Ranunculaceae).

## Beschreibung
Die ausdauernden Pflanzen verfügen über ein Rhizom, dessen Länge und Verzweigungsgrad variabel ist. Die zwei bis sechs grundständigen Laubblätter sind einfach gefiedert und in einer Rosette angeordnet. Oft sind sie zur Blütezeit erst unvollständig entwickelt. Die Laubblätter besitzen 80 bis 120 Abschnitte, die 4 bis 7 Millimeter breit sind. Im Allgemeinen ist der Blütenstand auf eine Blüte reduziert. Die meist lila, rot- bis dunkelviolette Blüte wird von einem einfachen Perigon gebildet, welches sich in der Regel aus sechs, in Größe und Farbintensität gleichen Tepalen zusammensetzt, deren Anzahl jedoch variieren kann. Bei der Reife geht aus ihnen eine Sammelfrucht hervor, die sich aus vielen Einzelfrüchten, einsamigen Nüsschen, zusammensetzt. Die langen, stark behaarten „Fruchtschwänze“ entstehen durch das Auswachsen des Griffels während der Fruchtreife und dienen als Verbreitungs- und Bohrorgan.

## Verbreitung
Diese endemische Art kommt nur in der Umgebung von Innsbruck in Kalkmagerrasen (oder Halbtrockenrasen) vor. Sie dürfte nacheiszeitlich vermutlich durch Hybridisierung der von Deutschland bis Südschweden, Schweiz und Frankreich verbreiteten Gewöhnlichen Kuhschelle (Pulsatilla vulgaris) mit der osteuropäisch verbreiteten Großen Kuhschelle (Pulsatilla grandis) im Grenzgebiet dieser beiden tetraploiden Arten im Inntal entstanden sein.
Einige Autoren schlagen der Sippe allerdings auch die Küchenschellen des angrenzenden bayrischen Voralpenlandes zu.

## Gefährdung
Obwohl die Innsbrucker Küchenschelle seit 1939 geschützt ist, gehört sie inzwischen zu den am stärksten gefährdeten Pflanzenarten Nordtirols. Der Gesamtbestand der kleinen Populationen bei Arzl, Rum und Thaur ging von 1990 bis 2000 von etwa 1600 blühenden Individuen auf nur noch etwa 180 zurück. Als verantwortlich für die Gefährdung gilt zum einen die Ausdehnung des Siedlungsgebiets, wodurch zahlreiche Wuchsorte erloschen sind, zum anderen die Änderung der landwirtschaftlichen Praxis, die mit Düngung von Mist, Jauche und Mineraldünger einherging. Eine herbstliche Nachweide unterblieb, so dass nicht mehr genutzte Hänge zunehmend verbuscht sind. Zur Erhaltung der Sippe wurde im Jahr 1981 das 3490 m² große Naturschutzgebiet Innsbrucker Küchenschelle bei Arzl begründet.

## Taxonomie und Systematik
Schon die Unterscheidung der Arten Pulsatilla vulgaris und Pulsatilla grandis ist schwierig, da es neben klar unterscheidbaren Lokalsippen zahlreiche unklar definierte Übergangsformen gibt. Da beide Sippen frei und unbeschränkt kreuzbar sind und auch die genetische Differenzierung schwierig ist, sind viele Taxonomen dazu übergegangen, beide als Unterarten einer weit gefassten Art Pulsatilla vulgaris (oder alternativ, bei anderer Gattungsauffassung: Anemone pulsatilla) zu fassen. Die Innsbrucker Küchenschelle, die schon von früheren Systematikern oft nur als Unterart oder Varietät aufgefasst worden ist, wird nach dieser Auffassung nicht mehr als Art gefasst, sondern als taxonomisch bedeutungslose Lokalsippe der Gewöhnlichen Küchenschelle. Folgt man dieser Auffassung, ist der Artname Pulsatilla oenipontana ein Synonym.

## Galerie

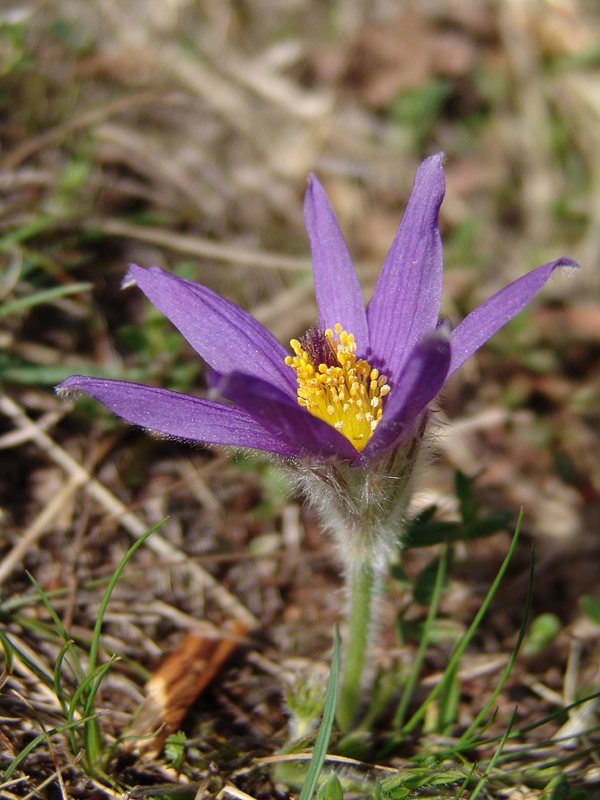
Einzelne Blüte.
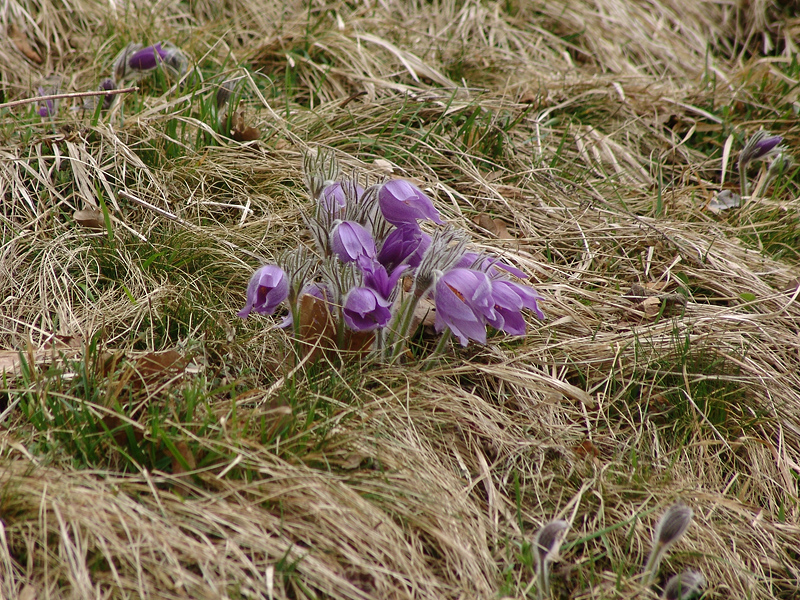
Pflanzen am natürlichen Standort in Arzl.
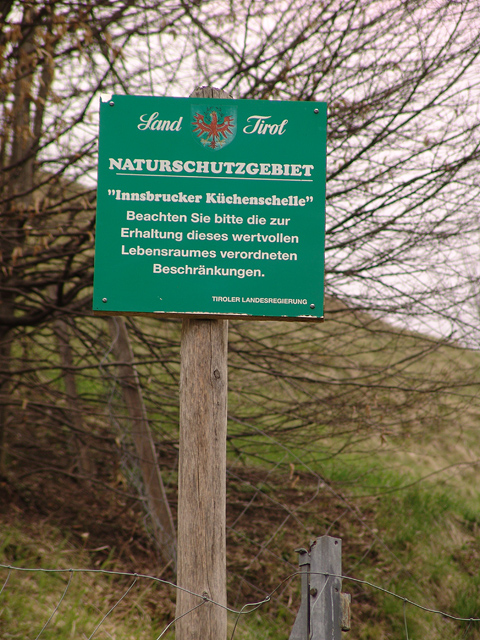
Hinweisschild „Naturschutzgebiet Innsbrucker Küchenschelle“.

## Belege
1. ↑  Manfred A. Fischer, Karl Oswald, Wolfgang Adler: Exkursionsflora für Österreich, Liechtenstein und Südtirol. 3., verbesserte Auflage. Land Oberösterreich, Biologiezentrum der Oberösterreichischen Landesmuseen, Linz 2008, ISBN 978-3-85474-187-9, S. 274.
2. ↑  Innsbrucker Gewöhnliche Küchenschelle Botanischer Informationsknoten Bayern, Steckbriefe zu den Gefäßpflanzen Bayerns.
3. ↑  Romed Josef Unterasinger & Brigitta Erschbamer (2002): Populationsentwicklung der Innsbrucker Küchenschelle (Pulsatilla oenipontana) und Maßnahmen zu ihrer Erhaltung. Berichte des naturwissenschaftlich-medizinischen Vereins Innsbruck 89: 71–85.
4. ↑  Naturschutzgebiete » Innsbrucker Küchenschelle. In: Schutzgebiete in Tirol. Land Tirol, abgerufen am 26. Januar 2024.
5. ↑  Jelena Mlinarec, Damjan Franjević, Luka Bočkor, Višnja Besendorfer (2016): Diverse evolutionary pathways shaped 5S rDNA of species of tribe Anemoneae (Ranunculaceae) and reveal phylogenetic signal. Botanical Journal of the Linnean Society 182 (1): 80–99. doi:10.1111/boj.12452
6. ↑  D. Aichele, H.‐W. Schwegler (1957): Die Taxonomie der Gattung Pulsatilla. Feddes Repertorium 60 (1–3): 1–230.
7. ↑  Walter Zimmermann: Pulsatilla, Werden und Wandeln einer Gattung (Genetische Untersuchungen an Pulsatilla IX). Schriften des Vereines zur Verbreitung naturwissenschaftlicher Kenntnisse in Wien 103: 99–122. (zobodat.at [PDF; abgerufen am 15. Januar 2022])
8. ↑  z. B. Pulsatilla oenipontana (Memento des Originals vom 24. Mai 2018 im Internet Archive)  Info: Der Archivlink wurde automatisch eingesetzt und noch nicht geprüft. Bitte prüfe Original- und Archivlink gemäß Anleitung und entferne dann diesen Hinweis. in Hassler M. (2018). World Plants: Synonymic Checklists of the Vascular Plants of the World (version Dec 2017). In: Roskov Y., Abucay L., Orrell T., Nicolson D., Bailly N., Kirk P.M., Bourgoin T., DeWalt R.E., Decock W., De Wever A., Nieukerken E. van, Zarucchi J., Penev L., eds. (2018). Species 2000 & ITIS Catalogue of Life, 28th March 2018. Digital resource at www.catalogueoflife.org/col. Species 2000: Naturalis, Leiden, the Netherlands.